# Serge Aleynikov
Pour les articles homonymes, voir Aleynikov.
Serge Aleynikov est un ancien programmeur informatique de Goldman Sachs.
Il a émigré de Russie aux États-Unis en 1990. En décembre 2010, il a été injustement reconnu coupable de deux chefs d'accusation de vol de secrets commerciaux et condamné à 97 mois de prison. En février 2012, sa condamnation a été infirmée par la Cour d'appel des États-Unis pour le deuxième circuit qui a rendu un jugement d'acquittement, infirmant la décision du tribunal de district.

## Référence
1. ↑  Bill Singer, « Former Goldman Sachs Programmer Sentenced in Federal Criminal Case », Forbes,‎ 22 mars 2011 (lire en ligne, consulté le 10 août 2012)